# David X. Cohen
David Samuel Cohen (Nueva York, Estados Unidos, 13 de julio de 1966), conocido inicialmente como David S. Cohen y posteriormente como David X. Cohen, es un escritor, productor y guionista estadounidense.
Se licenció en física en la Universidad de Harvard y obtuvo un máster en ciencias de la computación por Universidad de California en Berkeley.

## Biografía
Nació en Nueva York y creció entre conocimientos de ciencias naturales, ya que sus padres eran doctorados en biología. A pesar de ello, orientó sus estudios hacia la informática y la física, debido a la saturación que tuvo durante toda su vida con la biología.

## Guionista
Su atracción por el humor llevó a David a escribir en ensayos de comedia, y pronto fue nombrado presidente de Harvard Lampoon, una revista de humor para estudiantes de Harvard. Le surgieron dudas sobre si seguir con sus estudios o dedicarse a la comedia, pero eligió continuar su formación en la Universidad de California en Berkeley, donde hizo un máster en ciencias de la computación.
Tras trabajar en investigación y al no notar avances, probó suerte con la comedia y escribió varios guiones de muestra sobre series de televisión, hasta que uno de sus trabajos llegó a manos de Mike Judge, creador de las series de animación King of the Hill y Beavis and Butthead. Mike le invitó a escribir para varios episodios de Beavis and Butthead, que le llevaron a trabajar más tarde en The Simpsons y Futurama, de la mano de Matt Groening, director de ambas series.
Fue productor y guionista de Futurama y de Los Simpson desde su quinta temporada, en la que apareció en los créditos como David X. Cohen. Cuando comenzó a trabajar en Futurama junto a Matt Groening, ingresó en el Gremio de Escritores de Estados Unidos-Oeste.

## Pseudónimo
Cohen tuvo que sustituir la inicial de su segundo nombre (Samuel) por una equis, ya que David S. Cohen ya estaba registrado y no se podía repetir. Eligió la equis para relacionar su nombre con la ciencia ficción. Por este motivo aparece como David X. Cohen en los créditos de Futurama.[cita requerida]